# Guy Pierre
Guy Pierre est un sculpteur professionnel originaire de Rouyn-Noranda, au Québec (Canada). Il vit actuellement à Laval.

## Biographie
À l’âge de 12 ans, il visite un atelier de sculpture sur bois à Saint-Jean-Port-Joli lors d’un voyage touristique et ignore que cette visite marquera le commencement d’une carrière prometteuse.
Il y reviendra en 1978 en tant qu’étudiant à l’École de Sculpture, après avoir fréquenté l’École du Meuble et du Bois ouvré de Victoriaville. Il s’inscrit en 1984 au « Ottawa School of Art » où il approfondit ses études en anatomie, en modelage et en techniques du modelage et en techniques de moulage. Il poursuivra des études en moulage pour le bronze avec Donald Lsardi au « Alpen School of Art » en Ontario et prolongera ses études en France pour perfectionner l’étude anatomique, cette fois-ci sur argile, avec Martine Vaugel. En juin 1994, il remporte le premier prix pour sa sculpture « Vent Chaud » à la Compétition internationale de sculpture sur bois à Davenport, en Iowa (États-Unis), et un deuxième prix pour son œuvre « La Caresse ».
Ses sculptures font partie de collections privées et publiques dans de nombreux pays dont le Japon, les États-Unis et le Canada.

## Prix et récompenses
- 1er  prix «Sculpteur professionnel» / 13e salon des arts visuels de Brossard, 2005. Pour la sculpture «Soleil Levant»
- Prix d'excellence «Main d'art» / Plein feux, Laval, 2004.
- Prix du public La Prairie, 2004 / Pour la sculpture «Soleil levant»
- 1er  prix «Meilleur de la compétition» / Festival de la sculpture de Laval, 1999 et 2000
- 1er  prix «Human figure over 15 inches» / International Woodcarving Congress, États-Unis, 1994.
- 1er  prix «Best of show» / Ottawa Wood Show, 1994 pour «Vent chaud»
- 1er  prix «Best of show» / Ottawa Wood Show, 1993 pour «Extase»
- 1er  prix «Best of show» / Ottawa Wood Show, 1992 pour «La caresse»